# Cultura de Beixin

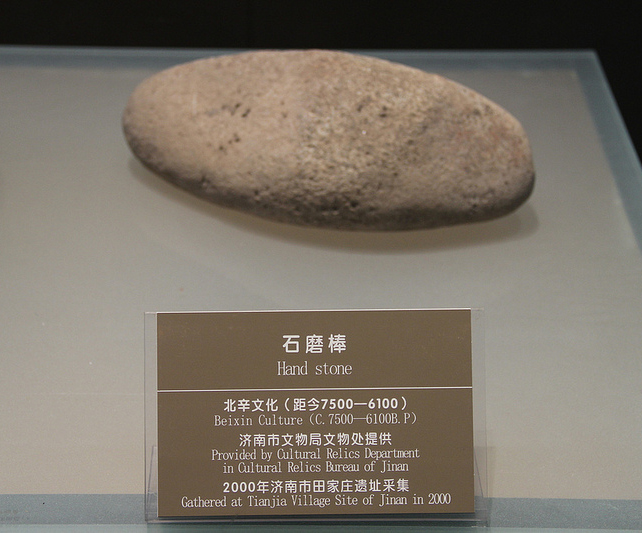
Molí de pedra manual de la cultura de Beixin (5300-4300 aC). Museu Provincial de Shandong, Jinan

La cultura de Beixin (xinès tradicional: 北辛文化, xinès simplificat: 北辛文化, pinyin: Běixīn wénhuà) (5300-4100 aC) va ser una cultura arqueològica neolítica a Shandong, Xina. Va ser el successor de la cultura de Houli (6500-5500 aC) i precursor de la cultura de Dawenkou (4100-2600 aC).
El poblat de Beixin es va descobrir a Tengzhou, Shandong, Xina. El jaciment va ser excavat del 1978 al 1979.

## Troballes d'excavacions

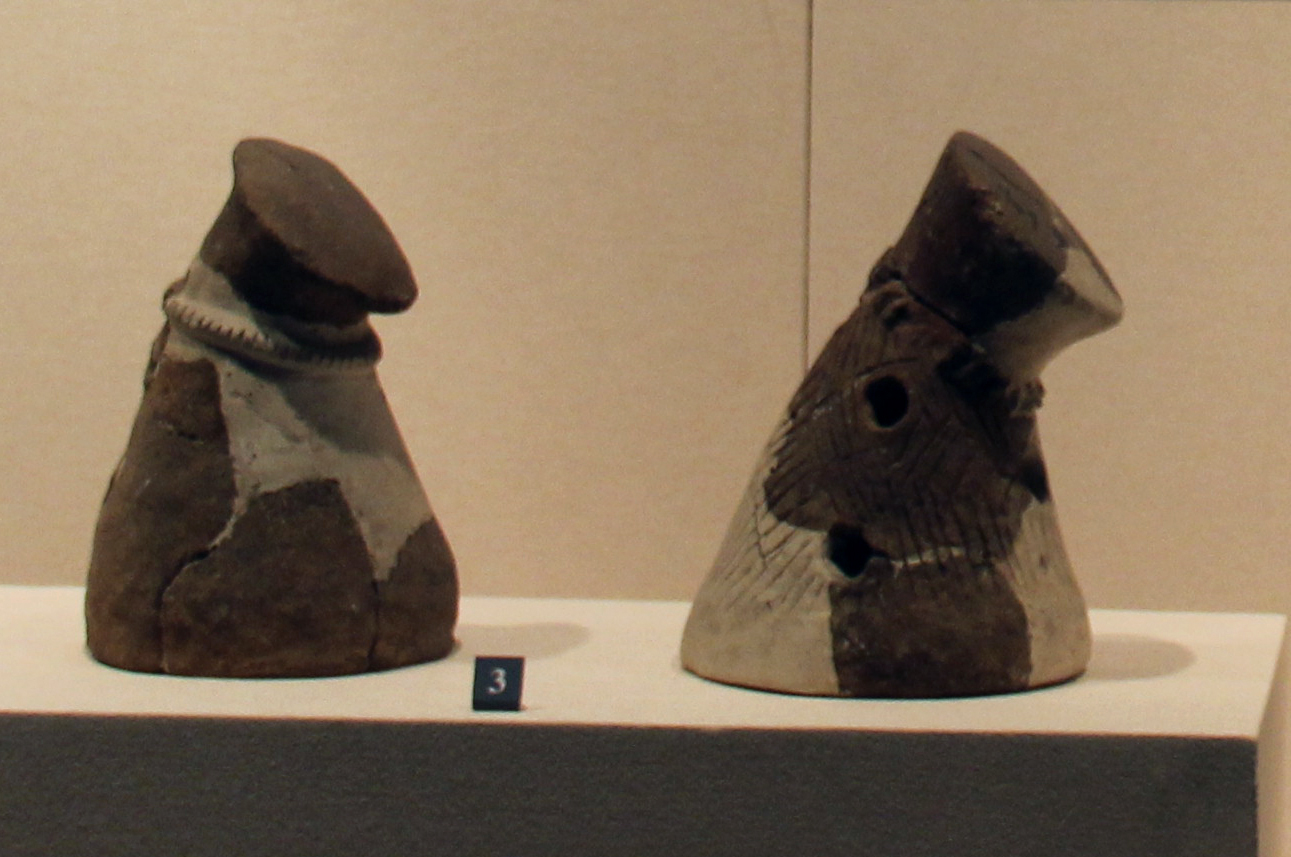
Suport de ceràmica Zhijiao de la cultura de Beixin (5300-4300 aC). Museu Provincial de Shandong, Jinan

Es van descobrir cinquanta assentaments d'aquesta cultura, situats a les províncies centrals i meridionals de Shandong i al nord de Jiangsu. Aquests mostren evidències del cultiu de mill i de la domesticació de búfals aquàtics, porcs i gallines. Els beixins pescaven carpes al riu proper, caçaven cérvols i recol·lectaven peres, arrels i tubercles salvatges. Van fer un ús extensiu de les fibres de cànem per teixir teixits per a la roba, per fabricar cistelles i per a diverses formes de fil, cordill i corda, incloses les seves xarxes de pesca. No hi ha evidències del cultiu del cànem, però va créixer de forma salvatge a tota la regió. S'han recuperat petites quantitats de llavors de cànem, però els arqueòlegs creuen que es van adquirir com a font d'aliment en lloc de plantar-les.
Les cases solien tenir forma semisubterrània i circular. Els beixins tenien zones separades d'habitatge i sepultura als assentaments, cosa que era habitual en les primeres cultures del Neolític. Les cases i les zones funeràries es van agrupar en grups reduïts, cosa que indicava una estructura social familiar o de clan tant a la vida com a la mort. Eines, armes i altres articles enterrats amb els morts com a ofrenes funeràries, a les tombes més recents, van indicar el desenvolupament d'un tipus de sepeli ceremonial primerenc.
L'examen de les restes indica un creixement demogràfic constant al llarg de la història del poblat de Beixin, així com un augment constant de la vida útil, que suggereix millores en la nutrició i la salut. L'anàlisi química dels abundants fragments de ceràmica trobats als llocs indica que el porc i el mill eren els elements bàsics de la dieta de Beixin, complementats amb cérvol, pollastre, ous i un abundant assortiment de fruites i verdures. Això representa una dieta àmpliament variada i molt nutritiva segons els estàndards neolítics.
La mort violenta, tal com va revelar l'examen de les restes, era relativament poc freqüent entre els beixins en comparació amb altres cultures del Neolític. La mort gairebé sempre s'atribuïa a malalties o als resultats de la vellesa. Això indica que els beixins eren una cultura pacífica, i no es preocupaven per conflictes interns o conflictes amb cultures veïnes.

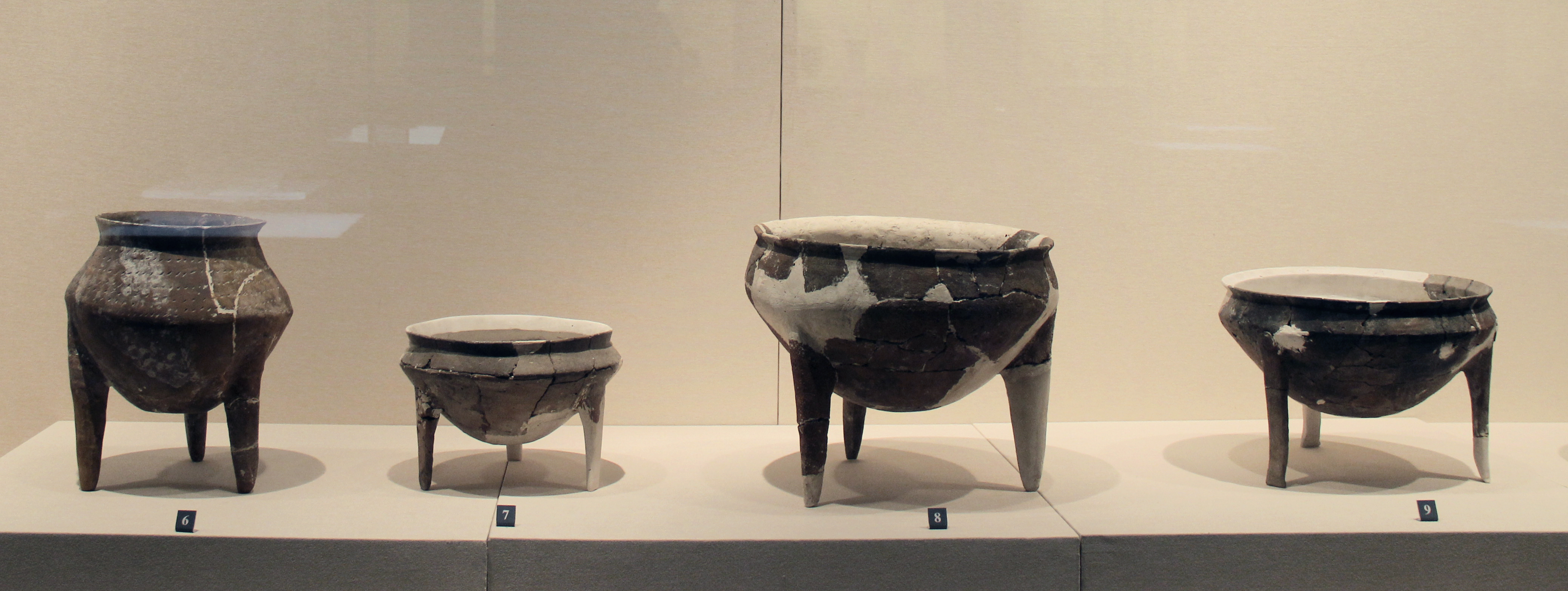
Diferents formes de trípodes (tipus ding) de la cultura de Beixin (5300-4300 aC). Museu Provincial de Shandong, Jinan

## Artefactes
Els artefactes típics de la cultura de Beixin inclouen caps de destral de pedra, puntes de llança, puntes de fletxa d'armes de caça i fulles de falç de pedra que s'utilitzen per collir gra.